# Відкритий чемпіонат США з тенісу 1993
Відкритий чемпіонат США з тенісу 1993 проходив з 30 серпня по 12 вересня 1993 року на відкритих кортах Тенісного центру імені Біллі Джин Кінг у парку Флашинг-Медоуз у районі Нью-Йорка Квінз. Це був четвертий, останній турнір Великого шолома календарного року. 

## Огляд подій та досягнень
Чемпіон минулого року в чоловічому одиночному розряді Стефан Едберг програв у другому колі. А переміг Піт Сампрас, вдруге здобувши звання чемпіона США та втретє титул Великого шолома. 
Минулорічна чемпіонка жіночих одиночних змагань Моніка Селеш не брала участі в цьому турнірі через ножове поранення, якого зазнала в квітні. Перемогла Штеффі Граф, для якої це були третє чемпіонство США та 14-й титул Великого шолома. 
Переможці парного розряду серед чоловіків Кен Флеш та Рік Ліч здобули, відповідно, другу та першу перемогу на чемпіонаті США й 6-й та 5-й титули Великого шолома. 
У жіночому парному розряді Аранча Санчес Вікаріо вперше стала чемпіонкою США (6-й мейджор), а її партнерка Гелена Сукова виграла цей турнір удруге (9-й мейджор). 
У міксті Гелена Сукова виграла своє третє американське чемпіонство (10-й мейджор). Тодд Вудбрідж став чемпіоном у США вдруге й виграв свій 5-й турнір Великого шолома.

## Результати фінальних матчів

### Дорослі
| Одиночний розряд. Чоловіки          |                                  |                    |
| Піт Сампрас                         | Седрік Пйолін                    | 6–4, 6–4, 6–3      |
|                                     |                                  |                    |
| Одиночний розряд. Жінки             |                                  |                    |
| Штеффі Граф                         | Гелена Сукова                    | 6–3, 6–3           |
|                                     |                                  |                    |
| Парний розряд. Чоловіки             |                                  |                    |
| Кен Флеш Рік Ліч                    | Карел Новачек Мартін Дамм        | 6–7(3–7), 6–4, 6–2 |
|                                     |                                  |                    |
| Парний розряд. Жінки                |                                  |                    |
| Аранча Санчес Вікаріо Гелена Сукова | Аманда Кетцер Інес Горрочатегі   | 6–4, 6–2           |
|                                     |                                  |                    |
| Мікст                               |                                  |                    |
| Гелена Сукова Тодд Вудбрідж         | Мартіна Навратілова Марк Вудфорд | 6–3, 7–6(8–6)      |
|                                     |                                  |                    |

### Юніори
| Одиночний розряд. Хлопці    |                             |          |
| Марсело Ріос                | Стівен Даунс                | 7–6, 6–3 |
|                             |                             |          |
| Одиночний розряд. Дівчата   |                             |          |
| Марія Франческа Бентівольйо | Йосіда Юка                  | 7–6, 6–4 |
|                             |                             |          |
| Парний розряд. Хлопці       |                             |          |
| Невілл Годвін Гарет Вільямс | Бен Еллвуд Джеймс Секулов   | 6–3, 6–3 |
|                             |                             |          |
| Парний розряд. Дівчата      |                             |          |
| Ніколь Лондон Джулі Стівен  | Мотідзукі Хіроко Йосіда Юка | 6–3, 6–4 |
|                             |                             |          |